# Kongobatha mantispoides
Kongobatha mantispoides es una especie de mantis de la familia Iridopterygidae.

## Distribución geográfica
Se encuentra en Borneo.